# جاك وود (لاعب كرة قدم أسترالية)
جاك وود (بالإنجليزية: Jack Wood)‏ هو لاعب كرة قدم أسترالية أسترالي، ولد في 2 يناير 1889 في إسندون ‏ في أستراليا، وتوفي في 20 أكتوبر 1914 في ملبورن في أستراليا بسبب حادث مرور.

## وصلات خارجية
- جاك وود على موقع AustralianFootball.com (الإنجليزية)
- جاك وود على موقع AFLtables.com (الإنجليزية)